# Cephalops xanthocnemis
Cephalops xanthocnemis är en tvåvingeart som först beskrevs av Perkins 1905.  Cephalops xanthocnemis ingår i släktet Cephalops och familjen ögonflugor. Inga underarter finns listade i Catalogue of Life.